# Соньора, Диего
Диего Луис Соньора (исп. Diego Luis Soñora; 17 июля 1969, Буэнос-Айрес) — аргентинский футболист, выступавший на позициях защитника и полузащитника.

## Карьера
Соньора — воспитанник «Бока Хуниорс». Выступал за клуб с 1988 по 1996 годы, проведя более 200 матчей.
Весной 1996 года Соньора перешёл в клуб MLS «Даллас Бёрн», став первым аргентинцем в новообразованной главной лиге США. Отбирался на Матчи всех звёзд MLS 1996 и 1997.
23 февраля 1998 года Соньора подписал контракт с «Метростарз», пройдя просмотр на предсезонном туре в Италии. Дебютировал за нью-йоркский клуб 28 марта 1998 года в матче против «Лос-Анджелес Гэлакси», выйдя в стартовом составе и отыграв все 90 минут. 3 мая 1998 года в матче против «Тампа-Бэй Мьютини» забил свой первый гол за «Метростарз», принесший ньюйоркцам победу с минимальным счётом. В 1998 году вновь участвовал в Матче всех звёзд MLS.
28 января 1999 года в рамках трёхсторонней сделки Соньора перешёл в «Ди Си Юнайтед». Дебютировал за вашингтонский клуб 20 марта 1999 года в матче стартового тура сезона против «Тампа-Бэй Мьютини». 5 июня 1999 года в матче против «Коламбус Крю» забил свой первый гол за «Юнайтед», принесший вашингтонцам победу с минимальным счётом. Участвовал в матче за Кубок MLS 1999, в котором «Ди Си Юнайтед» обыграл «Лос-Анджелес Гэлакси».
В 2000—2001 годах выступал за чилийский клуб «Депортес Консепсьон».
10 августа 2001 года Соньора вернулся в MLS, подписав контракт с «Чикаго Файр», но в тот же день он был обменян в «Тампа-Бэй Мьютини» на пик третьего раунда супердрафта 2002, присоединившись ко флоридскому клубу на оставшуюся часть сезона 2001. За «Мьютини» дебютировал 26 августа 2001 года в матче против «Нью-Инглэнд Революшн». В январе 2002 года клуб «Тампа-Бэй Мьютини» был распущен. Соньора был доступен на драфте расформирования, но остался невыбранным.
2002 год провёл в парагвайском «Серро Портеньо».
29 октября 1991 года Соньора сыграл за сборную Аргентины в неофициальном товарищеском матче со сборной остального мира.

## Достижения
Командные
 «Бока Хуниорс»
- Чемпион Аргентины: апертура 1992
- Обладатель Суперкубка Либертадорес: 1989
- Обладатель Рекопы Южной Америки: 1990
- Обладатель Кубка обладателей Суперкубка Либертадорес: 1992
- Обладатель Золотого Кубка: 1993

 «Даллас Бёрн»
- Обладатель Открытого кубка США: 1997

 «Ди Си Юнайтед»
- Чемпион MLS (обладатель Кубка MLS): 1999

Личные
- Участник Матча всех звёзд MLS: 1996, 1997, 1998

## Личная жизнь
Сыновья Диего Соньоры — Джоуэл и Алан — также стали футболистами.